# Ablitas

Ablitas Bản đồ vị trí

Ablitas là một đô thị trong tỉnh và cộng đồng tự trị Navarre, Tây Ban Nha. Đô thị này có diện tích là 77,48 km², dân số năm 2007 theo Viện thống kê quốc gia Tây Ban Nha là 2459 người với mật độ 31,74 người/km².
Đô thị nằm ở độ cao 387 m trên mực nước biển.

## Biến động dân số
| 1897 | 1900 | 1930 | 1940 | 1950 | 1960 | 1970 | 1975 | 1981 | 1991 | 1999 |
| ---- | ---- | ---- | ---- | ---- | ---- | ---- | ---- | ---- | ---- | ---- |
|      |      |      |      |      |      |      |      |      |      |      |